# Căn bậc ba

Đồ thi của hàm y = với. Đồ thị đầy đủ là một đồ thị đối xứng khi là hàm phương trình bậc lẻ (odd function) với miền giá trị x bất kỳ. Tại x = 0, đồ thị này là một trục dọc (trục tung, vertical tangent).

Trong toán học, căn bậc ba của một số x là một số a sao cho a3 = x.

## Căn bậc ba trong tập hợp số thực
Trong tập hợp số thực:
- Mỗi số thực a có duy nhất 1 căn bậc 3.
- Căn bậc ba của số thực dương là số thực dương.
- Căn bậc ba của số thực âm là số thực âm.
- {\displaystyle a<b\Leftrightarrow {\sqrt[{3}]{a}}<{\sqrt[{3}]{b}}}
- {\displaystyle {\sqrt[{3}]{ab}}={\sqrt[{3}]{a}}{\sqrt[{3}]{b}}}
- {\displaystyle {\sqrt[{3}]{\frac {a}{b}}}={\frac {\sqrt[{3}]{a}}{\sqrt[{3}]{b}}},\forall b\neq 0}

## Căn bậc ba trong tập số phức
Tất cả số thực (trừ số không) có chính xác một căn bậc ba số thực và một cặp căn bậc 3 số phức (complex conjugate), và tất cả số phức (trừ số 0) có 3 giá trị căn bậc ba phức.

## Các ví dụ
Căn bậc 3 của số thực 8, biểu diễn {\displaystyle {\sqrt[{3}]{8}}} hoặc {\displaystyle 8^{\frac {1}{3}}}, là 2, vì 23 = 8, trong khi đó các căn bậc 3 phức của 8 là {\displaystyle -1+{\sqrt {3}}i} và {\displaystyle -1-{\sqrt {3}}i.} Ba giá trị căn bậc ba của −27i là 
{\displaystyle 3i,\quad {\frac {3{\sqrt {3}}}{2}}-{\frac {3}{2}}i,\quad {\text{và}}\quad -{\frac {3{\sqrt {3}}}{2}}-{\frac {3}{2}}i.}
Căn bậc ba của 0 là 0 vì 03 = 0.
Căn bậc ba của -125 là -5, vì (-5)3 = -125.